# Willy Lux
Willy Lux, né le 20 octobre 1944, est un copilote de rallye et chef d'entreprise belge (verviétois).

## Biographie
Sa carrière comme navigateur s'étale sur une vingtaine d'années, de 1975 à 1994 (dont 34 participation à des épreuves en WRC, entre 1978 (SanRemo) et 1994 (RAC Rally, sa toute dernière course, avec son compatriote Grégoire De Mévius).
Il termine second du rallye de Côte d'Ivoire en 1988 (pilote Pascal Gaban, sur Mazda 323 4WD), et troisième du rallye Sanremo (pilote le français Francis Vincent, sur Porsche 911).
Il a pu côtoyer Jean-Marie Cols (1975-1978), Francis Vincent (1978), Marc Duez (1981-1983, puis 1985-1986), Harald Demuth (1984-1985), Pascal Gaban (1987-1988), et Grégoire De Mévius (de 1989 à 1994).
Il a ensuite été membre du directoire de Motorsport International, structure qui a permis à Bernard Munster d'être champion de Belgique des rallyes en 1996 sur Renault Clio, puis a été nommé directeur de l'équipe rallye de Renault Angleterre, qui est devenue alors quadruple Championne d'Angleterre, en 1998 et 1999 (deux titres pilotes, et deux chez les constructeurs), ainsi que championne du monde "Formule 2" (Groupe "a") des rallyes en 1999.
Fin 1998, il crée parallèlement sa propre société, Lux Development and Technology, préparatrice automobile sur base Citroën (entre autres pour Pascal Gaban et Eddy Chevaillier, dans le championnat belge).
Il a ensuite participé à la création de rallyes historiques: les "Legend" Boucles de Spa en 2006, et les Classic Spring Roads en 2012.

## Palmarès

### Titres
- Double champion du monde des rallyes des voitures de production (P-WRC) (Gr.N): 1988 avec P.Gavan pour pilote sur Mazda 323 4WD, et 1992 avec G.De Mévius pour pilote sur Nissan Sunny GTI-R;
- Champion de Belgique des rallyes: 1982, avec  M.Duez pour pilote, sur  Porsche 911 SC;
- Champion d'Allemagne des rallyes: 1984, avec H.Demuth pour pilote, sur Audi Quattro;
  - Vice-champion du monde des rallyes des voitures de production: 1989, avec G. De Mévius pour pilote sur Mazda 323 4WD;

### Victoire en championnat mondial 2L.
- Rallye de Finlande: 1994 (pilote G.De Mévius, sur  Opel Astra GSi 16V);

### 5 victoires en P-WRC
- Rallye de Grèce: 1988 (pilote M.Gaban, sur Mazda 323 4WD);
- Rallye de Côte d'Ivoire: 1988 (pilote M.Gaban, sur Mazda 323 4WD);
- Rallye du Portugal: 1989 (pilote G.De Mévius, sur Mazda 323 4WD);
- Rallye de Grande-Bretagne: 1989 (pilote G.De Mévius, sur Mazda 323 4WD);
- Rallye de l'Acropole: 1992 (pilote G.De Mévius, sur Nissan Sunny GTI-R);

### 13 victoires en ERC
- Rallye Lucien Bianchi: 1981 et 1982 (pilote M.Duez, sur Porsche 911 SC);
- Rallye d'Ypres: 1982 (pilote M.Duez, sur Porsche 911 SC);
- Boucles de Spa: 1983  (pilote M.Duez, sur Audi Quattro A1), et 1993 (pilote G.De Mévius, sur Nissan Pulsar GTi-R);
- Rallye Haspengouw: 1983 (pilote M.Duez, sur Audi Quattro A1);
- Rallye hivernal de Saxe: 1984 (pilote H.Demuth, sur Audi Quattro);
- Rallye de Sarre: 1984 (pilote H.Demuth, sur Audi Quattro);
- Rallye Barum: 1984 (pilote H.Demuth, sur Audi Quattro);
- Rallye du Hunsrück: 1984 (pilote H.Demuth, sur Audi Quattro A2), et 1986 (pilote M.Duez, sur MG Metro 6R4);
- Rallye international du Valais: 1984 (pilote H.Demuth, sur Audi Quattro A2);
- Circuit de Ardennes: 1993 (pilote G.De Mévius, sur Nissan Pulsar GTi-R);

### 6 victoires en championnat d'Allemagne (5 sur 8 courses en 1984 avec H.Demuth)
- Rallye hivernal de Saxe;
- Rallye Trifels;
- Rallye de Sarre;
- Rallye du Hunsrück: 1984, et 1986 avec M.Duez sur MG Metro 6R4;
- Rallye saxon de la Baltique;

(nb: il termine également 2e du rallye d'Allemagne en 1984)

### Autres victoires
- Rallye du Condroz-Huy: 1981 et 1982, avec M.Duez, sur Porsche 911 SC;
- Rallye des Hautes-Fagnes: 1993, avec G.De Mévius, sur Nissan Sunny GTI-R.